# Rosa Genoni

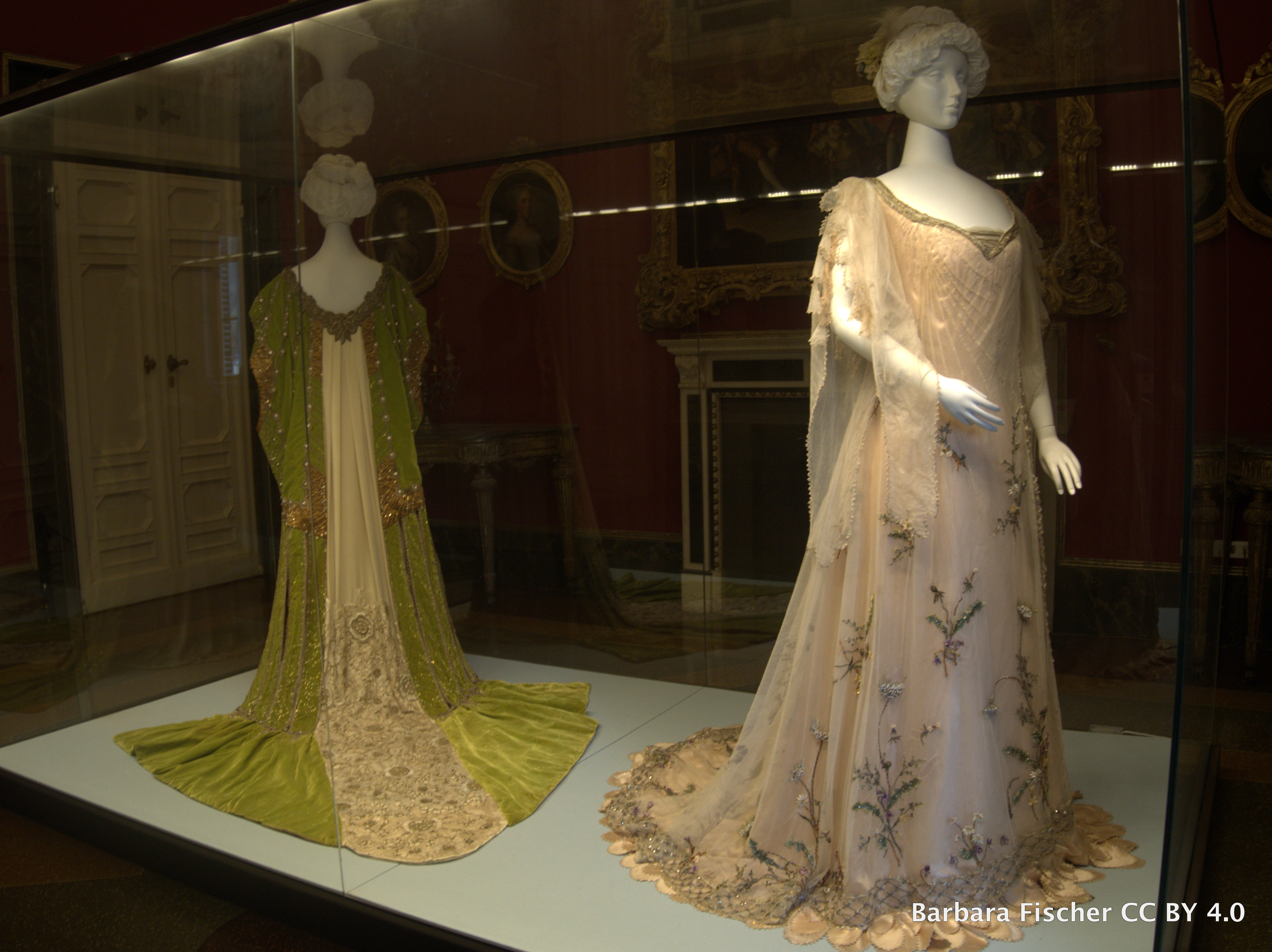
Ballkleid von Rosa Genoni

Rosa Angela Caterina Genoni (* 16. Juni 1867 in Tirano; † 12. August 1954 in Varese) war eine italienische Modeschöpferin, Feministin und Pazifistin.

## Leben
Rosa Genoni stammte aus einer in der italienischen Stadt Tirano im Veltlin lebenden Familie mit 18 Kindern. Als ältestes der Geschwister musste sie schon im Alter von zehn Jahren die Schule verlassen, um ihren Teil an den Lebensunterhalt der Familie beizusteuern. Im Schneideratelier eines Verwandten der Familie in Mailand begann sie die Berufslehre, die sie 1885 mit dem Meisterdiplom abschloss.
In Mailand fand sie Anschluss an sozialistisch gesinnte Arbeiterkreise. 1884 wurde sie von der erst zwei Jahre zuvor in Mailand gegründeten Arbeiterpartei Italiens (Partito Operaio Italiano) nach Paris entsandt. Dort arbeitete sie als Schneiderin weiter und kam mit der neuen französischen Modewelt in Kontakt.
Zurück in Mailand, machte sie Karriere als Schneiderin im Modehaus H. Haardt et fils; sie verarbeitete die technischen und modischen Anregungen aus Frankreich auf eigenständige Weise und leistete einen Beitrag zur Entwicklung des italienischen Modeschaffens in Mailand. An der Weltausstellung 1906 in Mailand errang sie einen Großen Preis für zwei von ihr kreierte Kleider. Ab 1905 unterrichtete sie an der Gewerbeschule für Mädchen in Mailand.
Rosa Genoni setzte sich als Aktivistin für eine Besserstellung von Arbeiterinnen und, auch mit Blick auf ihre eigene Jugend, für eine bessere Mädchenbildung ein. Sie nahm am ersten, 1906 vom Consiglio Nazionale delle Donne Italiane veranstalteten Kongress in Rom teil. Schon 1893 war sie als italienische Delegierte auf den Internationalen Sozialistenkongress in Zürich gereist, und sie vertrat den italienischen Frauenverband auch am Internationalen Frauenfriedenskongress 1915 in Den Haag.
Die Überwachung durch die italienischen Sicherheitskräfte in der Anfangszeit des Faschismus in Italien erschwerte später Genonis weitere politische Tätigkeit und sie zog sich aus der Öffentlichkeit zurück. Sie war eine Anhängerin der von Rudolf Steiner begründeten Anthroposophie.
Das Grab von Rosa Genoni befindet sich im Cimitero Monumentale in Mailand.